# Hautvillers
Hautvillers és un municipi francès, situat al departament del Marne i a la regió del Gran Est. L'any 2007 tenia 800 habitants.

## Demografia

### Població
El 2007 la població de fet de Hautvillers era de 800 persones. Hi havia 332 famílies, de les quals 80 eren unipersonals (36 homes vivint sols i 44 dones vivint soles), 108 parelles sense fills, 120 parelles amb fills i 24 famílies monoparentals amb fills.
La població ha evolucionat segons el següent gràfic:
Habitants censats

### Habitatges
El 2007 hi havia 394 habitatges, 337 eren l'habitatge principal de la família, 22 eren segones residències i 35 estaven desocupats. 325 eren cases i 69 eren apartaments. Dels 337 habitatges principals, 243 estaven ocupats pels seus propietaris, 89 estaven llogats i ocupats pels llogaters i 5 estaven cedits a títol gratuït; 5 tenien una cambra, 21 en tenien dues, 33 en tenien tres, 79 en tenien quatre i 199 en tenien cinc o més. 239 habitatges disposaven pel capbaix d'una plaça de pàrquing. A 139 habitatges hi havia un automòbil i a 165 n'hi havia dos o més.

### Piràmide de població
La piràmide de població per edats i sexe el 2009 era:
| Homes | Edats   | Dones |
| ----- | ------- | ----- |
| 0     | 95 o +  | 8     |
| 4     | 90 a 94 | 0     |
| 0     | 85 a 89 | 4     |
| 0     | 80 a 84 | 0     |
| 32    | 75 a 79 | 8     |
| 12    | 70 a 74 | 28    |
| 16    | 65 a 69 | 12    |
| 8     | 60 a 64 | 24    |
| 20    | 55 a 59 | 8     |
| 48    | 50 a 54 | 36    |
| 24    | 45 a 49 | 36    |
| 44    | 40 a 44 | 36    |
| 36    | 35 a 39 | 36    |
| 32    | 30 a 34 | 36    |
| 32    | 25 a 29 | 28    |
| 24    | 20 a 24 | 16    |
| 28    | 15 a 19 | 16    |
| 28    | 10 a 14 | 16    |
| 32    | 5 a 9   | 60    |
| 20    | 0 a 4   | 12    |

## Economia

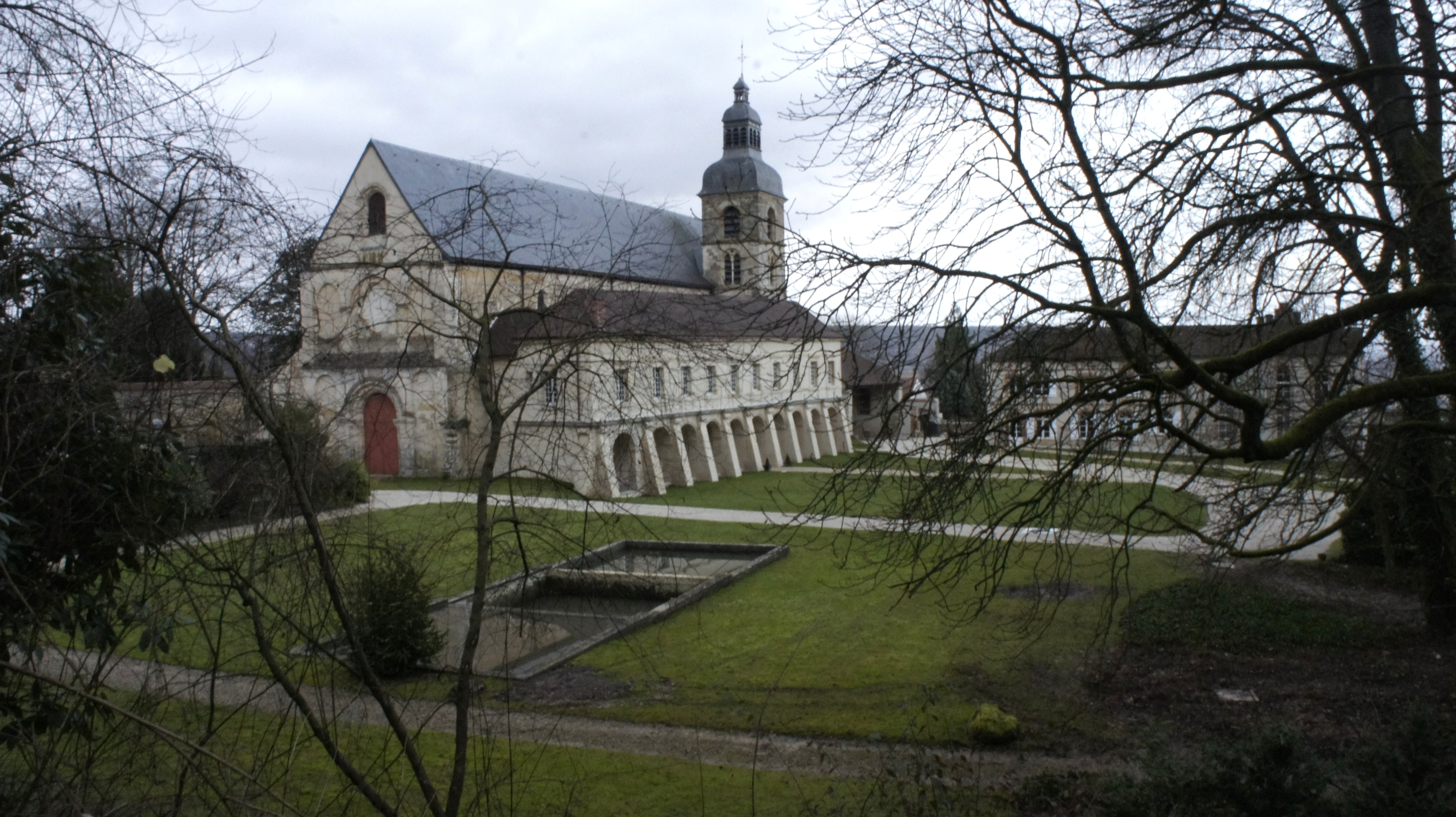
Abadía

El 2007 la població en edat de treballar era de 554 persones, 418 eren actives i 136 eren inactives. De les 418 persones actives 398 estaven ocupades (208 homes i 190 dones) i 20 estaven aturades (12 homes i 8 dones). De les 136 persones inactives 57 estaven jubilades, 44 estaven estudiant i 35 estaven classificades com a «altres inactius».

### Ingressos
El 2009 a Hautvillers hi havia 340 unitats fiscals que integraven 805 persones, la mediana anual d'ingressos fiscals per persona era de 23.320 €.

### Activitats econòmiques
Dels 34 establiments que hi havia el 2007, 3 eren d'empreses alimentàries, 2 d'empreses de fabricació d'altres productes industrials, 5 d'empreses de construcció, 5 d'empreses de comerç i reparació d'automòbils, 2 d'empreses de transport, 2 d'empreses d'hostatgeria i restauració, 2 d'empreses d'informació i comunicació, 1 d'una empresa financera, 3 d'empreses immobiliàries, 4 d'empreses de serveis, 3 d'entitats de l'administració pública i 2 d'empreses classificades com a «altres activitats de serveis».
Dels 8 establiments de servei als particulars que hi havia el 2009, 1 era una oficina de correu, 3 paletes, 1 guixaire pintor, 1 perruqueria i 2 restaurants.
L'únic establiment comercial que hi havia el 2009 era una fleca.
L'any 2000 a Hautvillers hi havia 144 explotacions agrícoles que ocupaven un total de 132 hectàrees.

## Equipaments sanitaris i escolars
El 2009 hi havia 1 escola maternal i 1 escola elemental.

## Poblacions més properes
El següent diagrama mostra les poblacions més properes.